# Горбылёвые
Горбылёвые (лат. Sciaenidae) — семейство лучепёрых рыб из отряда Acanthuriformes, включающее около 275 видов, объединённых в 70 родов.

## Описание
Горбылёвые рыбы имеют удлинённое, сжатое с боков тело. У них один спинной плавник с глубокой выемкой, разделяющей колючую и мягкую части. Передняя, колючая часть, как правило, значительно короче мягкой. В анальном плавнике одна или две колючки. Большинство видов имеют закруглённые или заострённые хвостовые плавники.
Зубы мелкие, щетинковидные, у некоторых видов в передней части челюстей сильные, клыковидные. На конце рыла, иногда на подбородке, расположены хорошо развитые поры. Некоторые виды имеют на подбородке короткий, толстый усик.
Разделённый на отсеки плавательный пузырь с помощью специальных мышц участвует в производстве звуков, служащих для общения.
Горбылёвые весьма разнообразны по размерам. Сюда относятся как мелкие (длина 25-30 см), так и крупные (более 60 см) рыбы. В Восточной Атлантике преобладают средние и крупные виды. Максимальная длина зарегистрирована у Sciaenops ocellatus — 213 см, а наибольшая масса — 100 кг — у Bahaba taipingensis.

## Распространение
Они встречаются повсеместно в умеренно тёплых и тропических водах, как в пресной, так и в морской воде. Особенно распространены в крупнейших реках Юго-Восточной Азии, районе Плимута, Северо-Востоке Южной Америки, Мексиканском и Калифорнийском заливах.

## Образ жизни
Обычно это донные хищники, питающиеся беспозвоночными и мелкой рыбой.

## Хозяйственное значение
Представители данного семейства — важные объекты рыболовного промысла и спортивной рыбалки.

## Роды
- Aplodinotus Rafinesque, 1819 — Аплодиноты, или речные горбыли[1]
- Argyrosomus De la Pylaie, 1835 — Серебристые горбыли
- Aspericorvina Fowler, 1934
- Atractoscion Gill, 1862 — Транги
- Atrobucca Chu, Lo et Wu, 1963 — Черноротые горбыли, или атробуки
- Austronibea Trewavas, 1977
- Bahaba Herre, 1935 — Бахабы
- Bairdiella Gill, 1861 — Бэрдиеллы
- Boesemania Trewavas, 1977
- Cheilotrema Tschudi, 1846 — Ронкачи
- Chrysochir Trewavas et Yazdani, 1966 — Хризохиры, или золотистые горбыли
- Cilus Delfin, 1900
- Collichthys Günther, 1860 — Горбыли-коллихты
- Corvula Jordan et Eigenmann, 1889
- Ctenosciaena Fowler et Bean, 1923 — Петоты, или ктеносциены
- Cynoscion Gill, 1861 — Судачьи горбыли, или корвины
- Daysciaena Talwar, 1970 — Двуусые горбыли
- Dendrophysa Trewavas, 1964 — Дендрофизы
- Elattarchus Jordan et Evermann, 1896 — Эллатархи
- Equetus Rafinesque, 1815 — Обиспы
- Genyonemus Gill, 1861 — Белые ронкадоры
- Isopisthus Gill, 1862 — Изописты
- Johnius Bloch, 1793 — Джонии
- Kathala Mohan, 1969 — Каталы (рыбы)
- Larimichthys Jordan et Starks, 1905 — Жёлтые горбыли
- Larimus Cuvier in Cuvier et Valenciennes, 1830 — Бомбачи, или леречи, или ларимусы
- Leiostomus Lacepède, 1802 — Споты
- Lonchurus Bloch, 1793 — Длиннопёрые горбыли, или лонхиуры
- Macrodon Schinz, 1822 — Большезубые горбыли, или макродоны
- Macrospinosa Mohan, 1969
- Megalonibea Chu, Lo et Wu, 1963 — Мегалонибеи
- Menticirrhus Gill, 1861 — Королевские горбыли
- Micropogonias Bonaparte, 1831 — Крокеры
- Miichthys Lin, 1938 — Миихты
- Miracorvina Trewavas, 1962 — Миракорвины, или ангольские горбыли
- Nebris Cuvier in Cuvier et Valenciennes, 1830 — Малоглазые горбыли
- Nibea Jordan et Thompson, 1911 — Нибеи
- Odontoscion Gill, 1862 — Рифовые горбыли
- Ophioscion Gill, 1863 — Галлинацы
- Otolithes Oken, 1817 — Клыкастые горбыли
- Otolithoides Fowler, 1933 — Бронзовые горбыли
- Pachypops Gill, 1861
- Pachyurus Agassiz in Spix et Agassiz, 1831 — Пахиурусы
- Panna Mohan, 1969 — Панны
- Paralonchurus Bocourt, 1869 — Раяды, или паралонхуры
- Paranebris Chao, Béarez et Robertson, 2001
- Paranibea Trewavas, 1977 — Паранибеи
- Pareques Gill in Goode, 1876
- Pennahia Fowler, 1926 — Пеннахии
- Pentheroscion Trewavas, 1962 — Мбицы
- Petilipinnis Casatti, 2002
- Plagioscion Gill, 1861 — Курбинаты
- Pogonias Lacepède, 1801 — Бородатые тёмные горбыли
- Protonibea Trewavas, 1971 — Протонибеи
- Protosciaena Sasaki, 1989
- Pseudotolithus Bleeker, 1863 — Капитанские горбыли
- Pteroscion — Fowler, 1925, или Гвинейские горбыли
- Pterotolithus Fowler, 1933 — Длиннопёрые клыкастые горбыли
- Roncador Jordan et Gilbert, 1880 — Ронкадоры
- Sciaena Linnaeus, 1758 — Горбыли, или лорны, или сциены
- Sciaenops Gill, 1863 — Красные горбыли
- Seriphus Ayres, 1860 — Кинфиши
- Sonorolux Trewavas, 1977
- Stellifer Oken, 1817 — Стеллиферы, или чогоры
- Totoaba Villamar, 1980
- Umbrina Cuvier, 1816 — Умбрины